# Tầng Trường Hưng
| Hệ/ Kỷ                               | Thống/ Thế   | Bậc/ Kỳ      | Tuổi (Ma) | Tuổi (Ma) |
| ------------------------------------ | ------------ | ------------ | --------- | --------- |
| Trias                                | Hạ/Sớm       | Indu         | trẻ hơn   | trẻ hơn   |
| Permi                                | Lạc Bình     | Trường Hưng  | 251.902   | 254.14    |
| Permi                                | Lạc Bình     | Ngô Gia Bình | 254.14    | 259.1     |
| Permi                                | Guadalupe    | Capitan      | 259.1     | 265.1     |
| Permi                                | Guadalupe    | Word         | 265.1     | 268.8     |
| Permi                                | Guadalupe    | Road         | 268.8     | 272.95    |
| Permi                                | Cisural      | Kungur       | 272.95    | 283.5     |
| Permi                                | Cisural      | Artinsk      | 283.5     | 290.1     |
| Permi                                | Cisural      | Sakmara      | 290.1     | 295.0     |
| Permi                                | Cisural      | Assel        | 295.0     | 298.9     |
| Carbon                               | Pennsylvania | Gzhel        | già hơn   | già hơn   |
| Phân chia kỷ Permi theo ICS năm 2017 |              |              |           |           |

Tầng Trường Hưng (còn gọi là tầng Dorasham, tầng hồ Dewey, tầng Tatar (một phần)) là tầng động vật thứ hai và cuối cùng của thế Lạc Bình trong kỷ Permi. Nó kéo dài từ khoảng 253,8 ± 0,7 triệu năm trước (Ma) tới khoảng 251,0 ± 0,4 Ma. Tên gọi của nó lấy theo huyện Trường Hưng, địa cấp thị Thôi Châu, tỉnh Chiết Giang. Đứng trước nó là tầng Ngô Gia Bình cùng thế còn đứng sau nó là tầng Indu (tầng sông Ấn) của thế Trias sớm trong kỷ Trias.
GSSP chính thức của ICS là phẫu diện Môi Sơn đoạn D, thuộc huyện Trường Hưng, Chiết Giang, Trung Quốc. Mốc đánh dấu sự bắt đầu của tầng này là thời điểm xuất hiện lần đầu tiên của loài động vật răng nón Clarkina wangi. Mốc đánh dấu sự kết thúc của tầng này là thời điểm xuất hiện lần đầu tiên của loài động vật răng nón Hindeodus parvus.